# Ibla

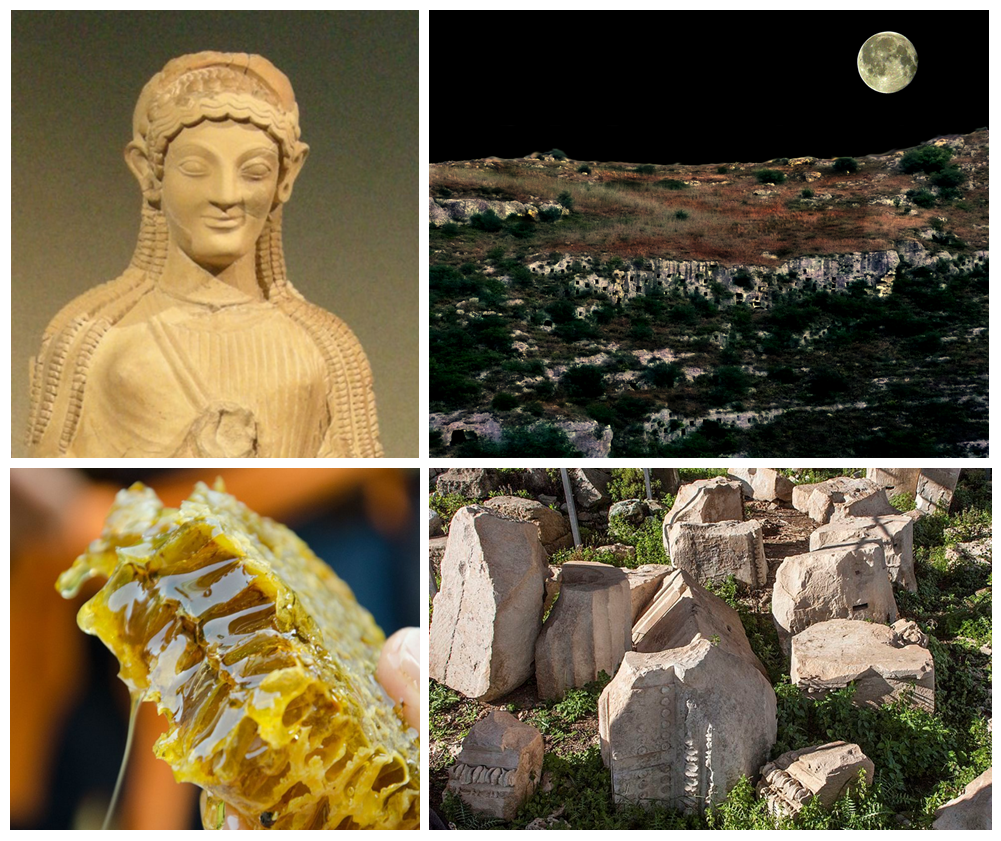
Ibla e gli Iblei: la statua del sito ibleo di Grammichele, la necropoli di Pantalica, il miele ibleo e le rovine di Megara Iblea

Ibla è il nome di diversi antichi siti preistorici della Sicilia orientale appartenuti con ogni probabilità al popolo dei Siculi, i quali ebbero persino un re che portò tale appellativo: re Iblone. Da Ibla deriva il nome dei monti Iblei e del miele ibleo (che in tali monti si produceva e si produce tutt'oggi). Gli Iblei veneravano una dea della quale sfugge il nome, ma che ha conservato l'appartenenza al suo popolo e per questo nota come dea Iblea (una sorta di Grande Madre, signora della primavera o signora degli inferi, identificata alle volte con Persefone, altre volte con Flora o con Artemide).
La collocazione di questi centri arcaici - che al plurale assumono la denominazione di Ible -, noti alle fonti antiche, è divenuta oggetto di dibattito tra gli studiosi moderni, poiché non vi sono prove certe che possano permettere la loro identificazione con l'area di alcune odierne città siciliane.
Una sola Ibla, o meglio una sua diretta discendente, è stata fino a oggi con certezza identificata: si tratta di Megara Iblea, così chiamata, secondo la tradizione, dai Greci di Megara in onore di Iblone, che concesse la terra per stabilirvi la loro colonia attica; i suoi resti sono stati rinvenuti nelle immediate vicinanze di Augusta (facente parte odiernamente del libero consorzio comunale di Siracusa). Secondo le fonti di Strabone e di Eforo di Cuma Megara Iblea si chiamerebbe così non per via di Iblone, ma piuttosto perché sorta sulle rovine di un'antica Ibla (Megara Iblea venne rasa al suolo una prima volta dagli antichi Siracusani nell'anno 481 a.C., poi da questi ricostruita sotto il regno di Timoleonte e definitivamente distrutta da Marco Claudio Marcello nell'anno 212 a.C.).
Resta decisamente il mistero più fitto sulle restanti Ible, denominate da Stefano di Bisanzio con l'appellattivo di Ibla la Major (detta anche Magna), Ibla la Minor e Ibla la Parva. Tuttavia, un geografo tedesco del XVI secolo, Filippo Cluverio, asserì di aver identificato la Ibla Minor (ovvero l'Ibla Erea menzionata nell'Itinerario antonino e nella Tabula Peutingeriana), collocandola presso il sito archeologico di Ragusa, la quale, a seguito di ciò, ha nel XX secolo intitolato il suo centro storico Ragusa Ibla. La conclusione alla quale giunse il Cluverio viene però ancora considerata incerta, poiché dubbiosa è stata definita la traduzione che egli mise in opera e la sua conseguente connessione con il passato siculo del ragusano.
Non si conosce nemmeno quale sia il sito dell'Ibla nella quale perse la vita il tiranno Ippocrate di Gela; ucciso in battaglia dal popolo degli Iblei. Così come si ignora dove si trovino i resti dell'Ibla che Tucidide chiamò Galeotide, o Geleatide (e se essa sia la medesima Ibla che mise fine alle gesta di Ippocrate), che venne attaccata dalla capitale dell'Attica, l'antica Atene, e da questa seppe difendersi durante la tentata invasione siciliana, nel contesto della guerra peloponnesiaca.
Un fatto certamente di rilievo, che può aiutare a comprendere l'importanza di Ibla in epoca antica, è dato dalla presenza di un ibleo (non si sa di quale delle Ible fosse nativo), alle Olimpiadi: Archia, araldo detto Ibleo, fu il primo straniero a partecipare e a vincere ad Olimpia, i cui riti sacri erano di norma riservati solo agli Elei (egli vinse 3 cicli olimpici), vinse anche ai Giochi pitici, cosicché nella città attica di Pito gli venne dedicata una statua dove si rimarcavano la sua origine iblea e le sue doti vocali, consacrandola al dio Febo: l'Apollo luminoso.
Oltre Ragusa, le città che spesso sono state accostate con le antiche Ible sono: Paternò, Santa Maria di Licodia nel catanese, Avola, Pantalica e Melilli (la più vicina a Megara Iblea) nel siracusano, Piazza Armerina nell'ennese.

## Le origini di Ibla
L'origine dell'etnonimo Ibla è alquanto incerta; da esso traggono il nome vari centri abitati della Sicilia antica e i rispettivi abitanti (in greco antico: ῾Υβλαῖος?, Hyblaeus), i monti Iblei (rilievi montuosi siti sul lato sud-orientale dell'isola) e il famoso miele ibleo (tanto noto nell'antichità).
(Seneca, Oedipus, Creonte durante la discesa di Tiresia all'Ade, trad. Giancarlo Giardina)
Soffermandosi sulla diffusione e sugli albori di questo etnonimo, si può constatare che esso fu in auge in altri luoghi che attorniano il bacino del mar Mediterraneo, già diversi millenni prima che giungesse nelle cronache siciliane. Secondo diversi studiosi, difatti, l'origine di Ibla va ricercata al di fuori della Sicilia.

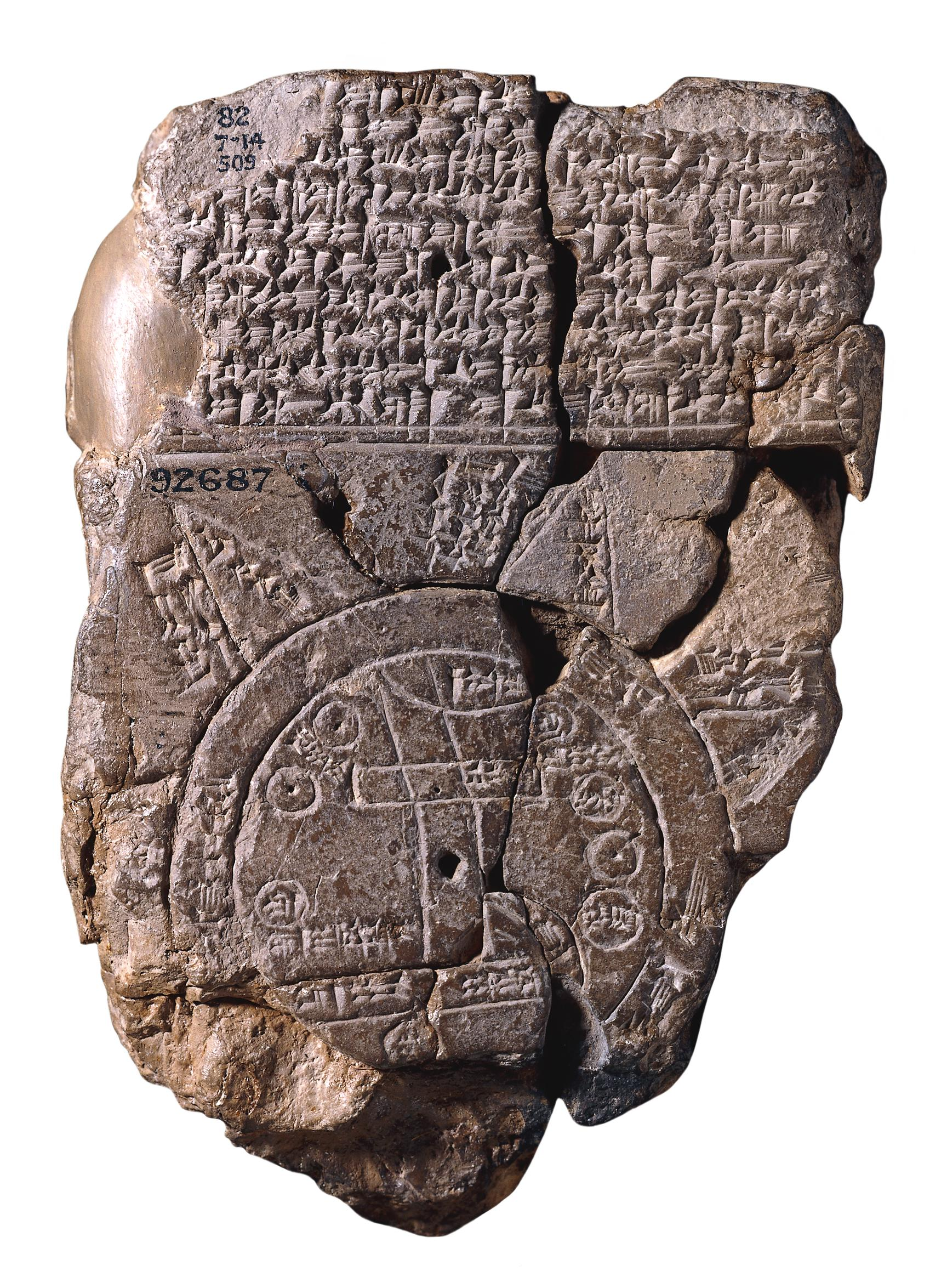
Esempio di scrittura cuneiforme sul mappamondo di Babilonia

In quella che è considerata la prima e più antica mappa al mondo, proveniente da Gasur (200 miglia a nord di Babilonia), sito della Mesopotamia, compare il nome di Ibla: la mappa incisa nel III millennio a.C. su una tavoletta di argilla con caratteri cuneiformi, sembrerebbe raffigurare la valle della Mesopotamia, anche se il luogo specifico resta tutt'oggi un mistero; i nomi delle città sono racchiuse in cerchi, ai bordi vi sono tre dei quattro punti cardinali. Oltre all'appellativo di Azala, posto al centro, il solo nome leggibile di questa mappa è quello indicato in basso a sinistra; ed è proprio quello di Ibla: Maikàn-Dûr-Ibla, (Mas-gan-bad-ib-la se letto come nome sumerico) che tradotto significherebbe «the site of the fortress Ibla» ovvero l'insediamento o il forte di Ibla. Molti sostengono che questa Ibla corrisponda alla città siriana di Ebla, ma non tutti concordano, poiché non vi sono prove tangibili che colleghino questa antica località, che appare come un sito dalle dimensioni ridotte, con l'Ibla capitale di un vasto regno nella Siria settentrionale.

### L'Ibla della regione siriaca
Il re Sargon di Akkad, comandante dell'impero accadico, i cui confini giungevano fino al mar Mediterraneo, nei suoi annali scrisse che il suo dominio comprendeva Mari, Yarmuti e Ibla: «fino alla foresta dei cedri e alle montagne d'argento». Il re Naram-Sin conquistò Ibla insieme con una città di nome Arman, e il re Gudea ricorda la città di Urshu «sulla montagna di Ibla», vicino alla foresta dei cedri.
Dato il territorio circostante, sembra che l'Ibla che sorgeva nei pressi della foresta dei cedri si trovasse vicino alla parte superiore dell'Eufrate e non troppo distante dal mar Mediterraneo. Questa Ibla del Vicino Oriente antico è stata identificata con la ritrovata Ebla: l'ultima testimonianza scritta su di essa è data dal faraone egizio Thutmose III (il quale la menziona con il nome di Ebla).
(Iscrizione riguardante l'antica Ibla del tempo accadico.)

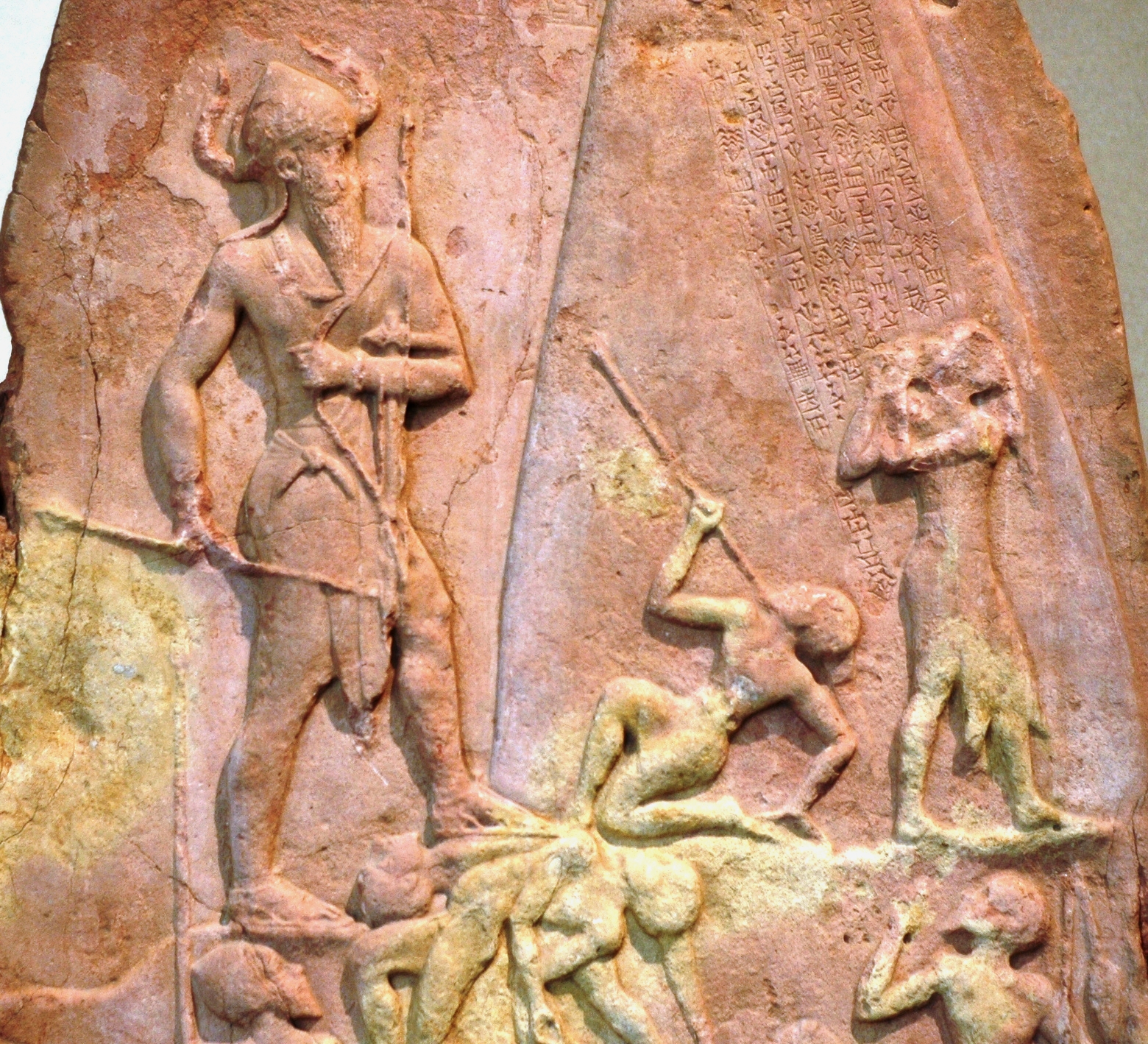
Stele di Naram-Sin: il sovrano accadico che conquistò Arman e Ibla

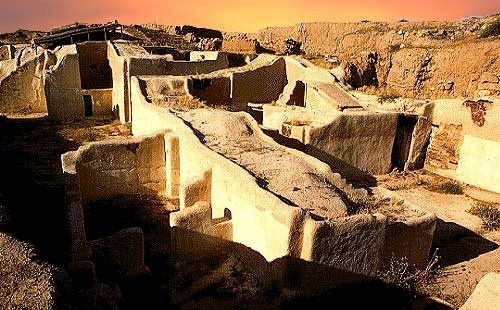
Le rovine del regno di Ibla (o Ebla) in Siria (palazzo reale, 2400-2250 a.C.)

Ibla ed Ebla sembrano essere un unico etnonimo: in Sicilia, e più in generale in Europa, nel medioevo si riscontra il nome di persona Eblato, dal greco-bizantino Ηβλάτος, da cui deriva la forma latina Ebaletus; indicati anche come Ibleto, da Ibla (Υβλα).
Fiorita intorno al III millennio a.C., fu capitale di un vasto regno dalle cui rovine provengono antichissimi documenti che attestano i suoi vivaci rapporti commerciali con il Mediterraneo. Alcuni studiosi sostengono che il nome dell'Ibla siriaca significa «pietra bianca», poiché essa venne costruita su della tenera roccia calcarea bianca o da Abla che vuol dire «collina bianca». I primi suoi re portavano il nome di Ibla: Arib-Ibla e Paib-Ibla e trarrebbero origine dalla lingua hurrica.
Secondo alcuni storici, dal siriaco deriverebbe anche il nome dei Galeoti: dalla parola sira «Gala» ovvero «rivelare».

### In Anatolia
Ibla potrebbe essere stato in origine un nome legato alla sacralità dell'Anatolia, in quanto si apprende da Ateneo di Naucrati - il quale cita Menodoto, storico samio - che nella Caria (Asia Minore, già Anatolia) vi era un oracolo di Apollo in una città chiamata Ibla (Υβλα), dove si recarono i carii; tale oracolo avrebbe potuto risiedere nell'isola di Samo, poiché in questa località, separata dalla Ionia solo da un brevissimo tratto di mare, il nome personale Iblesio risultava molto frequente (vd. es. l'iscrizione della Cuma eolica dove si parla dell'Iblesio di Samo figlio di Astianaktos).
Sono in molti a sostenere che tra gli indigeni della Sicilia e la terra anatolica vi fossero dei significativi contatti, e ciò potrebbe spiegare perché numerosi termini anatolici, come Ibla, si ritrovano in Sicilia.

### Gli indovini che popolavano l'Ibla siciliana
La notizia di un oracolo divinatorio nell'Ibla della Caria si riallaccia al popolo di indovini che secondo Pausania il Periegeta, che cita lo storico siracusano Filisto, abitava l'Ibla siciliana detta Gereatide (il più delle volte identificata con l'Ibla Galeatide menzionata da Tucidide), ed essi erano barbari, «esegeti di prodigi e sogni». Così come Stefano di Bisanzio colloca degli indovini nell'Ibla megarese sorta sulla costa siracusana, ovvero abitatori di Megara Iblea, e dice che essi erano detti Galeoti; provenienti dall'Iperborea, si divisero tra la Caria e la Sicilia. La loro influenza all'interno delle Ible siciliane sarebbe stata notevole, al punto tale che lo storico antico Esichio di Alessandria quando parla del termine «Iblese» gli attribuisce il significato di «indovino».

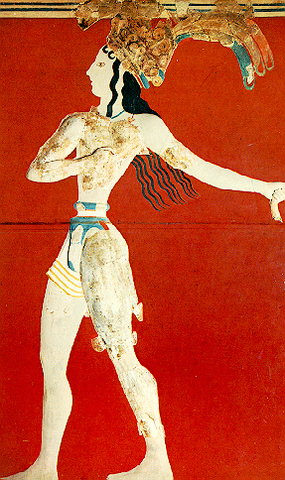
Il principe dei gigli, Cnosso, isola di Creta, 1550 a.C.: regione dalla quale pervennero i primi abitanti di Gela e alla quale si riallaccia la tradizione siciliana (e sicana) di Dedalo, Cocalo e Minosse

A queste importanti testimonianze, che creano un collegamento con l'elemento mantico presente nella Ionia, si aggiunge la notizia della Suda, secondo la quale il noto re cretese Minosse, divenuto dominatore della Caria, invitò al suo palazzo un famoso taumaturgo proveniente dalla Galeatide; questa ignota terra secondo diversi storici va identificata con la patria dei Galeoti e quindi collegata con l'Ibla siciliana.
Quanto detto nella Suda potrebbe ricondurre in maniera ancora più solida all'Ibla megarese, tenendo presente che l'origine della leggenda mantica di Minosse appartiene a Megara Nisea (patria dei megaresi che vennero ad abitare l'Ibla sulla costa siceliota), la quale aveva fondato in Asia Minore diverse colonie (ad esempio fondò Bisanzio nel Bosforo e, attraverso Mileto, fu la prima a stringere alleanza nella Caria), mentre contro Minosse aveva persino combattuto una guerra.

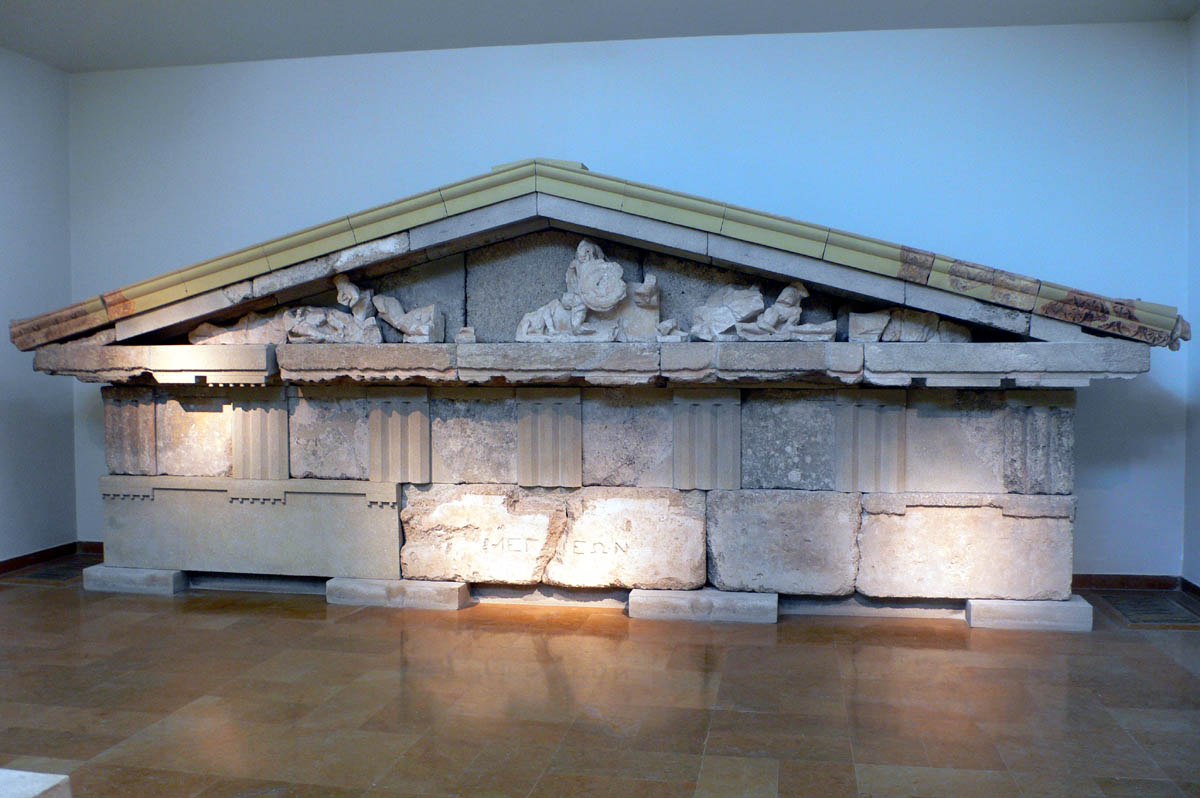
Il muro del Tesoro dei Megaresi, i quali vennero ad abitare Megara Iblea (Augusta) e fecero di Iblone il loro eponimo

Polido, l'indovino indicato come proveniente dalla Galeatide, era nativo di Megara (anche se alcuni lo dicono di Argo), il che lascia intravedere un legame tra la tradizione di Stefano, che appella i megaresi «Iblei Galeoti», e la tradizione dei greci della Ionia, che fanno provenire il loro indovino Polide dalla Galeatide.
Emerge allora anche un significativo contatto tra la Sicilia e la sfera della civiltà minoica e micenea; entrambe riscontrate in più occasioni sull'isola; la seconda specialmente nel siracusano, dove si sostiene siano stati rinvenuti resti archeologici micenei. La prima appare invece nella Sicilia più interna: si pensi ad esempio alla saga di Dedalo e Icaro: lo stesso Minosse infine avrebbe trovato la morte alla corte del re sicano Cocalo.
I Galeoti, sostiene lo storico moderno Emanuele Ciaceri, sarebbero giunti in Sicilia insieme ai megaresi provenienti dalla Caria; sarebbero dunque barbari (come gli esegeti di sogni e prodigi citati da Pausania) e dalla loro prima sede iblea, sita sulla costa siracusana, sarebbero infine arrivati nell'Ibla Gereatide (che il Ciaceri colloca presso Paternò), tramite il legame positivo instaurato con gli influenti tiranni di Siracusa. Ma la sua teoria viene contrastata dallo storico Luigi Pareti, suo contemporaneo, il quale nega qualsiasi collegamento tra la Galeotide di Minosse, gli indovini della Caria e le Ible; egli sostiene che i Galeoti fossero una stirpe di indovini greci, dal nome greco, i quali sarebbero stati diffusi su tutto il territorio siceliota.
Sulle vicende che concernono i Galeoti ricorre un legame particolare con la simbologia delle api e del miele: Claudio Eliano narra che Dionisio I di Siracusa volle sapere da questi indovini qual era il significato della sua mano ricoperta da uno sciame d'api ed essi gli risposero che era il presagio di una grande fortuna per il suo regno. Il miele ricorre inoltre anche nella leggenda caria che vede il taumaturgo della Galeatide riportare in vita il figlio di Minosse affogato in una giara ricolma di miele. Le api furono effigiate sulle monete di Ibla e il suo miele fu tanto lodato da divenire un topos letterario che attraversò i secoli (miele ibleo).

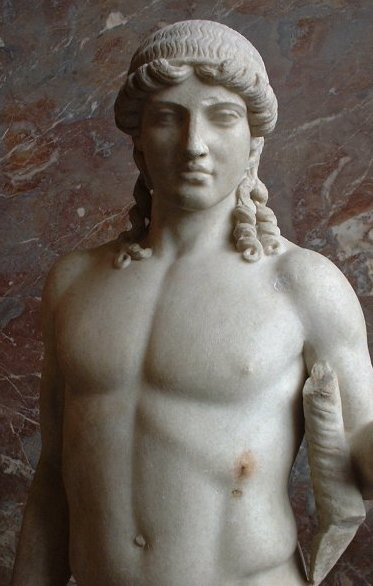
Apollo, dio del Sole, dal quale si dicevano discendere i Galeoti di Ibla: figli di Apollo Iperboreo, divisi tra la Caria e la Sicilia

#### I Galeoti e l'Iperborea
Nella narrazione di Stefano questi indovini, discendenti di Apollo e Temisto, giunsero dall'Iperborea, come sopracitato, per poi seguire le indicazioni dell'oracolo di Dodona e dividersi quindi tra la Caria e la Sicilia. Va rilevato che secondo diversi studiosi l'origine iperborea dei sacerdoti di Ibla è in realtà una leggenda nata nel IV secolo a.C. alla corte siracusana:
Sviluppatasi esattamente quando i Galeoti entrarono nelle grazie del dinasta Dionisio I, per via dei loro positivi responsi nei confronti dei regali, e furono legati all'alleanza militare celtica che il Siracusano aveva instaurato con i mercenari del proprio esercito, comprendente sia i Galli sia i Siculi (l'esercito di Syrakoussai era all'epoca il più variegato del mondo greco, date le diverse nazionalità che vi coesistevano al suo interno tramite il mercenarismo); da qui la loro presunta origine nordica (per approfondire in particolare il rapporto tra Siracusani e Celti si rimanda alla voce Alleanze tra i Galli e Siracusa).
I Galeoti iniziarono a dirsi giunti dalla mitica terra iperborea (irraggiungibile secondo Pindaro: «né per mare o per terra troverai il cammino [che porta agli Iperborei]»). Potevano dirlo poiché i Siculi (e gli Iblei, si suppone con fermezza, altro non fossero che Siculi) erano stati tramandati da Filisto (generale e compagno di Dionisio) come appartenenti etnicamente al popolo dei Liguri (Siculo per Filisto era un re dei Liguri): in epoca dionisiana ancora stanziati in una grande area dell'Italia del Nord, comprendente il territorio adriatico, esplorato e solo in parte colonizzato dall'esercito di Dionisio. Filisto vedeva dell'affinità tra il popolo italico dei Liguri con quello transalpino dei Celti, tramandando i primi come coloro che precedettero gli insediamenti celtici (poi occupati dai Siracusani), i quali finirono con l'assimilarsi a quelli liguri. Di conseguenza, questa affinità e questo legame passava, convenientemente, ai Siculi.
Ma Siracusa andò oltre con i Celti: secondo una genealogia di chiara matrice siciliana, il ciclope Polifemo (identificato con Dionisio) si unì con la ninfa sicula Galatea (ricorre qui ancora una volta il termine che lega i magici Galeoti, il termine siro Gala, la Ibla Galeatide e la sua omonica minoica; terra caria del taumaturgo della Suda), generando con questa tre figli: Celto, Galata e Illiro. Celto divenne il re dell'Iperborea, Galata andò a governare le terre dei Galli e Illiro divenne governatore dell'Illiria. Fatto certamente curioso il constatare come con queste terre la Siracusa dionisiana avesse avviato in quei frangenti dei proficui rapporti; quello con l'Iperborea le era dato esattamente dai Siculi/Iblei: i Galeoti arrivati alla sua corte dalla inesplorata terra nordica.

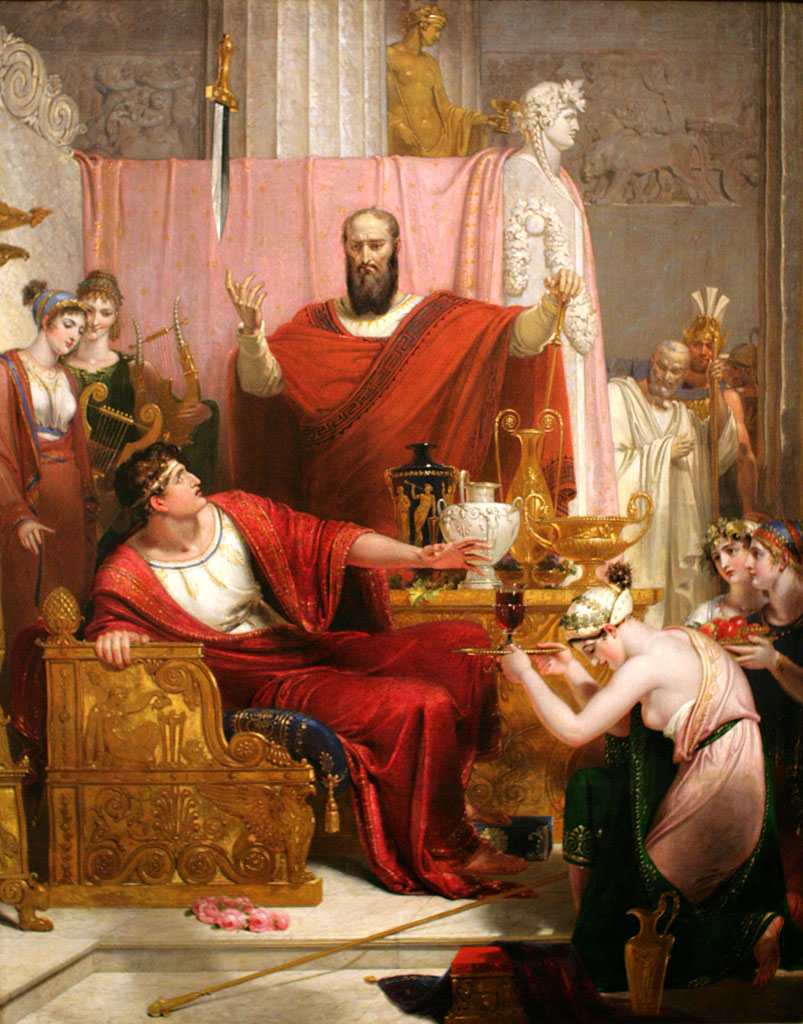
Dionisio I e la Spada di Damocle; fu uno dei tiranni più potenti di Siracusa. Sarebbe stato proprio lui a elaborare l'origine iperborea dei Galeoti

Oltre i desideri espansionistici dionisiani, appare molto rilevante per la componente iblea il fatto che il re di Pisa (la città della Toscana in origine abitata dai Liguri, stando a Servio Mario Onorato, e fondata dai Siculi, dando fede alla notizia di Dionigi di Alicarnasso) fosse un certo Piso del popolo dei Celti, che oltre a governare Pisa divenne re degli iperborei e si disse discendente di Apollo iperboreo (ritornano, in sostanza, i medesimi elementi caratterizzanti degli Iblei Galeoti: iperborei e Apollo iperboreo). L'elemento siculo era tradizionalmente presente nell'Italia preistorica, in più regioni geografiche, e potrebbe essere stato quello ad attirare i Siracusani (la cui origine, oltre che greca, era in parte sicula e non venne mai rinnegata) verso le terre celtiche.
Apollonio Rodio narra di come i Celti avessero pure loro un proprio racconto su Apollo iperboreo che legava il popolo nordico ai siciliani (probabilmente sorto nel medesimo periodo della frequentazione dei loro soldati con le città greche di Sicilia): in esso Apollo era nativo del Nord, dell'Iperborea, ed era giunto nell'Eridano (il fiume Padus, ovvero il Po della futura pianura Padana) per vendicare l'uccisione di suo figlio Asclepio, piangendo lacrime di ambra sul letto del fiume (l'unico pianto del dio Apollo) e uccidendo i ciclopi siciliani perché colpevoli di aver fabbricato la folgore con la quale suo padre Zeus fulminò suo figlio. I ciclopi, allora, divennero vittime della furia cieca di Apollo e a Corinto, la madrepatria di Siracusa, venne loro dedicato un altare divinatorio. Anche in questo caso si tratta di elementi che difficilmente i Celti avrebbero potuto conoscere senza venire a contatto con i Siracusani (che frequentarono nel IV sec. a.C. l'antico Po e si presume fossero gli occulti autori di un'altra versione riguardante il mito celtico di Apollo sull'Eridano).
Infine, non di poco conto risulta essere la notizia elargita da Giamblico, secondo il quale un iperboreo chiamato Abari giunse alla corte del tiranno Falaride, accompagnato da Pitagora, per domandare maggiore clemenza al comandante della città di Akragas (fondazione di Gela, la quale all'epoca non aveva ancora trasferito la propria corte a Siracusa), cercando di convincerlo a seguire la via della virtù (Falaride fu uno dei più antichi tiranni siciliani e la sua figura risulta leggendaria, quasi mitologica, spiccando per la sua crudeltà).
Abari, che poteva volare grazie a una freccia d'oro donatagli dall'Apollo iperboreo, sposta nuovamente l'attenzione in quell'area della Sicilia dalla tradizione cretese. Inoltre, essendo la sua figura ricordata anche da Erodoto, Pindaro e Platone, rende la sua presunta esperienza in terra siciliana come una delle testimonianze più antiche riguardanti il rapporto tra l'isola e l'Iperborea.

### Ibla e Iblone

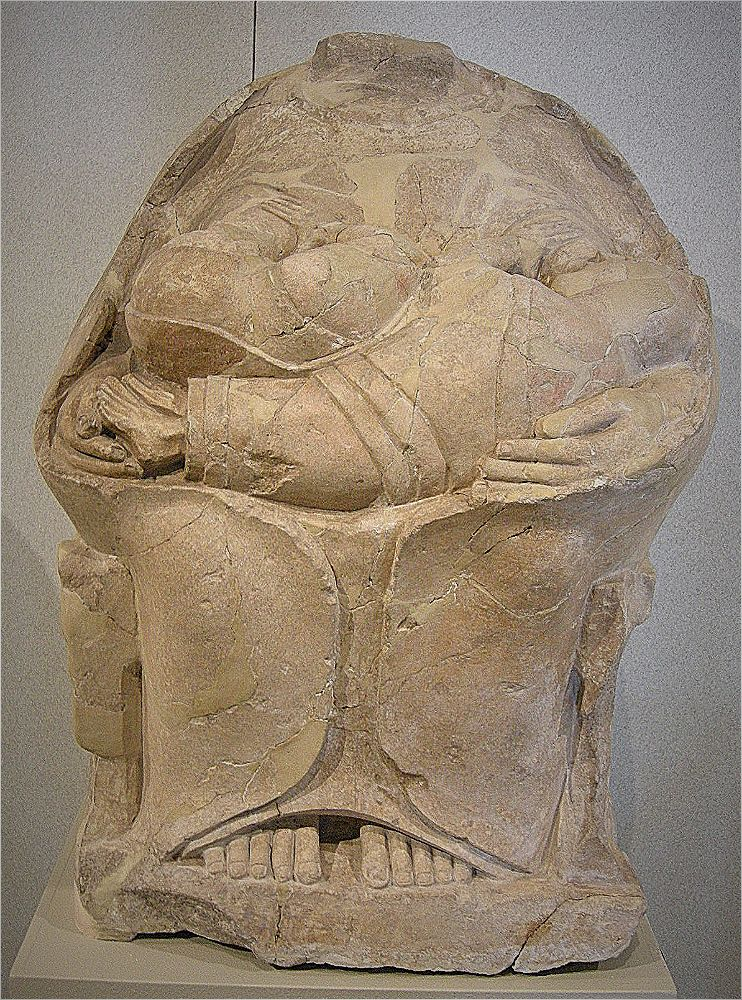
Dal sito di Megara Ibla la statua di una Grande Madre

Tucidide parlando dei megaresi che si stabilirono in Sicilia dice che essi ottennero dal re Iblone la terra sulla quale edificare la loro città. Stefano di Bisanzio ricalca tale notizia senza però chiarire se Iblone fosse un re eponimo (come nel caso di Siculo con i Siculi) o se, come sembra più probabile, a sua volta colse l'appellativo da Ibla; una città per molti, per altri una presunta divinità. Erodiano asserisce che Iblone derivava il proprio appellativo da Ibla, città della Sicilia.
Si sa inoltre da Strabone e da Eforo di Cuma che Megara Iblea fu la seconda colonia greca più antica di Sicilia (solo Naxos la precedette) o comunque fu contemporanea di Siracusa - non concorda con la loro versione cronologica Tucidide, il quale dipende da Antioco - e poiché i due studiosi sostengono che Megara Iblea sorse sul luogo di un'antica Ibla, dalla quale prese il nome (differentemente dalla versiose tucididea, essi ignorano la figura di Iblone), diversi studiosi moderni credono possibile che in origine l'Ibla di Sicilia fosse solo quella dove poi sorse Megara Ibla o Iblea, nel siracusano, e dalla sua complessa diaspora si formarono in seguito altre Ible: una nel catanese e un'altra nel ragusano, abbracciando così l'intera area della Sicilia sud-orientale.
(Studi megaresi, p. 34, n. 108.)
Strabone riferisce che il nome di Ibla ai suoi tempi era già strettamente legato alla produzione di miele, in quanto egli dice che di Megara, ormai scomparsa, perdurava solo l'appellativo di Ibla per l'eccellenza del miele ibleo.

#### La sede del re Iblone
Molte e discusse sono le possibili collocazioni della sede originaria del mitico re menzionato da Tucidide. Poiché Iblone concedette l'area costiera adiacente alla Penisola di Thapsos (all'interno dell'odierno triangolo industriale Priolo-Melilli-Augusta e vicinissima all'ingresso nord di Siracusa), alcuni studiosi hanno ipotizzato che la città del re siculo non potesse trovarsi troppo distante dalla terra che egli possedeva e che quindi questa sperduta città sarebbe da ricercarsi nella valle del Marcellino, la quale sorge nei pressi di Villasmundo; frazione collinare tra Melilli e Augusta.

### La dea Iblea

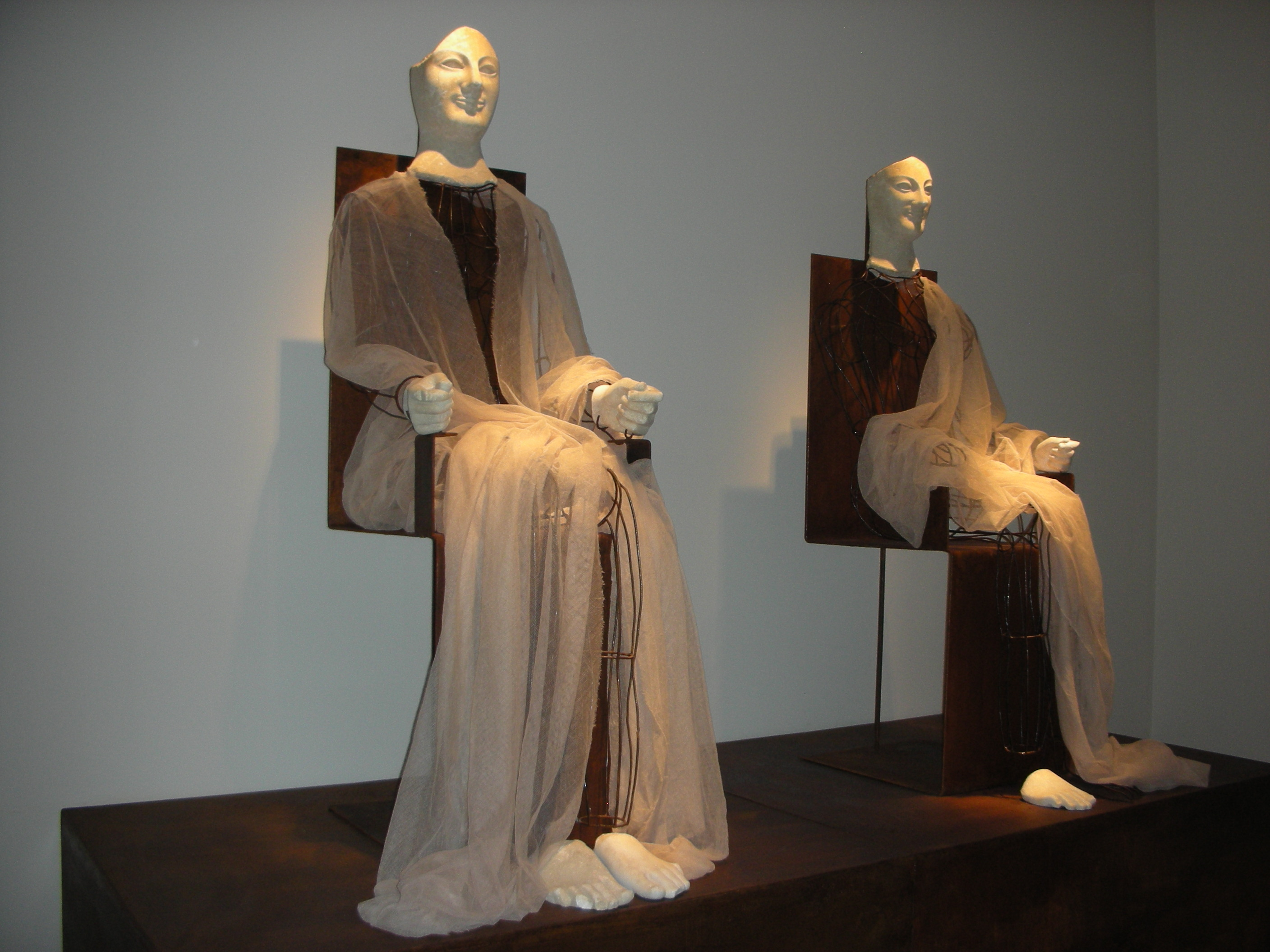
Gli acroliti di Morgantina raffiguranti le dee misteriche Demetra e Kore; entrambe legate al simbolismo delle api e alle più antiche pratiche religiose Ibla viene spesso associata a Demetra

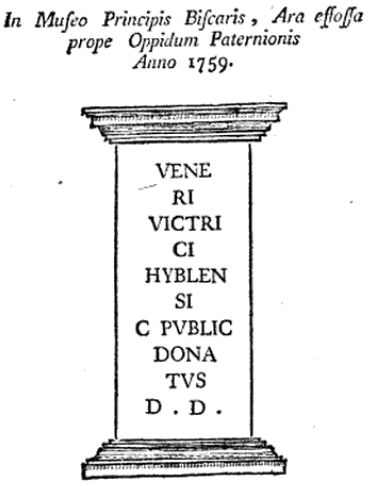
Illustrazione del ceppo rinvenuto a Paternò, conservato presso il museo del Castello Ursino a Catania

Pausania il Periegeta afferma che nell'Ibla detta Gereatis i Barbari (gli Iblei, definiti da Filisto come i più pii della Sicilia) veneravano una dea Iblea; egli però tace il nome di questa divinità. Dal suo passo sono sorte numerose ipotesi. Secondo diversi storici la Gereatide di Pausania andrebbe identificata con la Geleatide di Tucidide, ed entrambe sarebbero legate ai Galeoti; stirpe di indovini che secondo Stefano abitava Ibla Megara e giungeva dall'Iperborea (vd. sezione di appr.). Emanuele Ciaceri sostiene invece che il nome di Gereatide derivi dalla natura della dea venerata: una divinità fecondatrice, produttrice; dal termine «gerra» che nella lingua sicula indica i genitali maschili e femminili, in sostanza si tratterebbe di una Grande Madre. A supporto della sua tesi egli cita la lapide rinvenuta nel sito di Paternò, la quale recita:
(C.I.L. X 7013 I.L.S. 3178.)
Fu un dono votivo elargito da un certo Caio Publicio Donato. Da qui l'accostamento con la dea Iblea di Pausania e la supposizione che la primordiale divinità degli Iblei fosse stata assimilata in seguito dalla Venere dei Romani (già Afrodite per i Greci); rappresentante la genitrice del popolo dell'urbe. Per altri storici tuttavia non sussiste alcun serio motivo per ipotizzare che l'anonima dea Iblea sia divenuta la sopracitata divinità romana. Quanto poi alla convinzione che la lapide segnasse il luogo dove sorse l'Ibla di Pausania, Luigi Pareti afferma un pensiero condiviso da numerosi altri storici:
Per Otto Gruppe si trattava in realtà della Venus Victrix tanto venereta dall'esercito romano ai tempi del dittatore Silla, ed essa, associata alla guerra, non andrebbe identificata con la dea menzionata da Pausania. È stato supposto anche che il culto della dea romana venne imposto agli Iblei come simbolo del potere di Roma sulla Sicilia conquistata. La scritta Hyblensi, infine, secondo alcuni indicherebbe il luogo reale di Ibla, che quindi sarebbe Paternò, il quale venne abitato da una colonia romana, inizialmente stanziata a Catane per volere di Augusto, che avrebbe dedicato alla propria dea questa scritta. Tuttavia si tratta di una serie di ipotesi difficilmente dimostrabili.
Altri invece identificano la dea Iblea con la figura effigiata nelle monete di Ibla, e in base ai simboli di questa indicano o la dea Demetra, definendo gli Iblei ierofanti della divinità, oppure una dea infera come Ecate.

## Nei testi antichi

### Erodoto

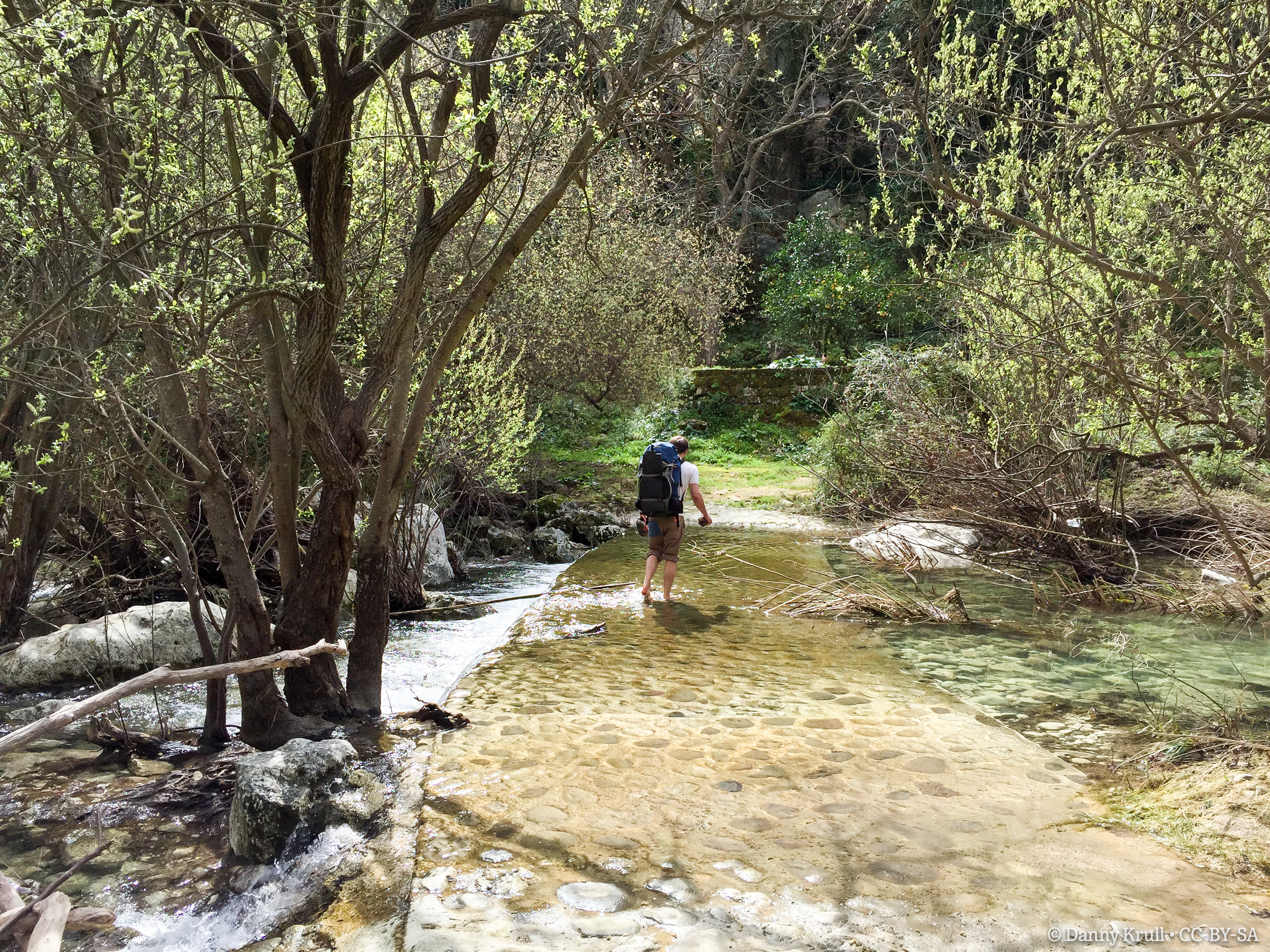
La valle dell'Anapo, antico territorio siculo, nella quale i primi Siracusani si addentrarono intorno al VII secolo a.C.

Lo storico greco di V secolo a.C. Erodoto, contemporaneo di Tucidide, narra di come il tiranno Ippocrate di Gela perdette la vita sotto le mura di Ibla (egli non cita alcun appellativo supplementare, né sembra conoscere altre Ible) combattendo nel tentativo di conquistarla, nell'anno 491-490 a.C. La medesima notizia è riportata da Polieno (V, 6).
La vicenda del comandante militare gelese si inserisce in un quadro più ampio, che vedeva Ippocrate impegnato nella conquista della Sicilia orientale e, nello specifico, alle prese con la chora siracusana: egli, al momento dell'assalto a Ibla, aveva da poco sconfitto l'esercito siracusano presso il fiume Eloro; l'odierno Tellaro, che andava a sfociare nel territorio omonimo della prima sub-colonia di Siracusa, l'Eloro, fondata probabilmente nel corso dell'VIII sec. a.C. (i cui resti archeologici ricadono odiernamente nell'area di Noto marittima, già Val di Noto), dopodiché, stando alla testimonianza di Diodoro Siculo, si accampò tra le mura della polis di Siracusa, cercando un pretesto per introdursi nel suo governo. Vedendo tuttavia svanire ogni velleità di conquista, decise di concentrare la sua offensiva verso il territorio dei Siculi: assalì quindi Ergezio (dalla posizione geografica ignota), con la quale in precedenza aveva sempre avuto rapporti pacifici - la cui presa è stata descritta da Polieno nei suoi Stratagemmi - e in seguito rivolse la sua spada contro Ibla.

#### Possibili cause dell'assalto a Ibla
Secondo l'itineario dei theoroi delfici, risalente alla prima metà del II secolo, Ibla si trovava tra Camarina (colonia siracusana di VI secolo a.C., il cui sito archeologico si frappone oggi tra le località ragusane di Scoglitti e Santa Croce Camerina) ed Ergezio, seguiva Noai (anche quest'ultima d'incerta collocazione ma identificabile forse con l'antica Noto); si parla dunque, con ogni probabilità, dell'entroterra dei monti Iblei e dei confini della chora aretusea: Camarina, infatti, si sostiene che fosse stata fondata in quel punto per arginare l'espansione di Gela, che comunque preoccupava i Siracusani (i Gelesi, otto anni dopo la fondazione camarinense, lasciando stare la costa orientale e dirigendosi piuttosto verso la costa occidentale, avrebbero a loro volta fondato Akragas, destinata a divenire una delle più potenti rivali e alleate di Siracusa).

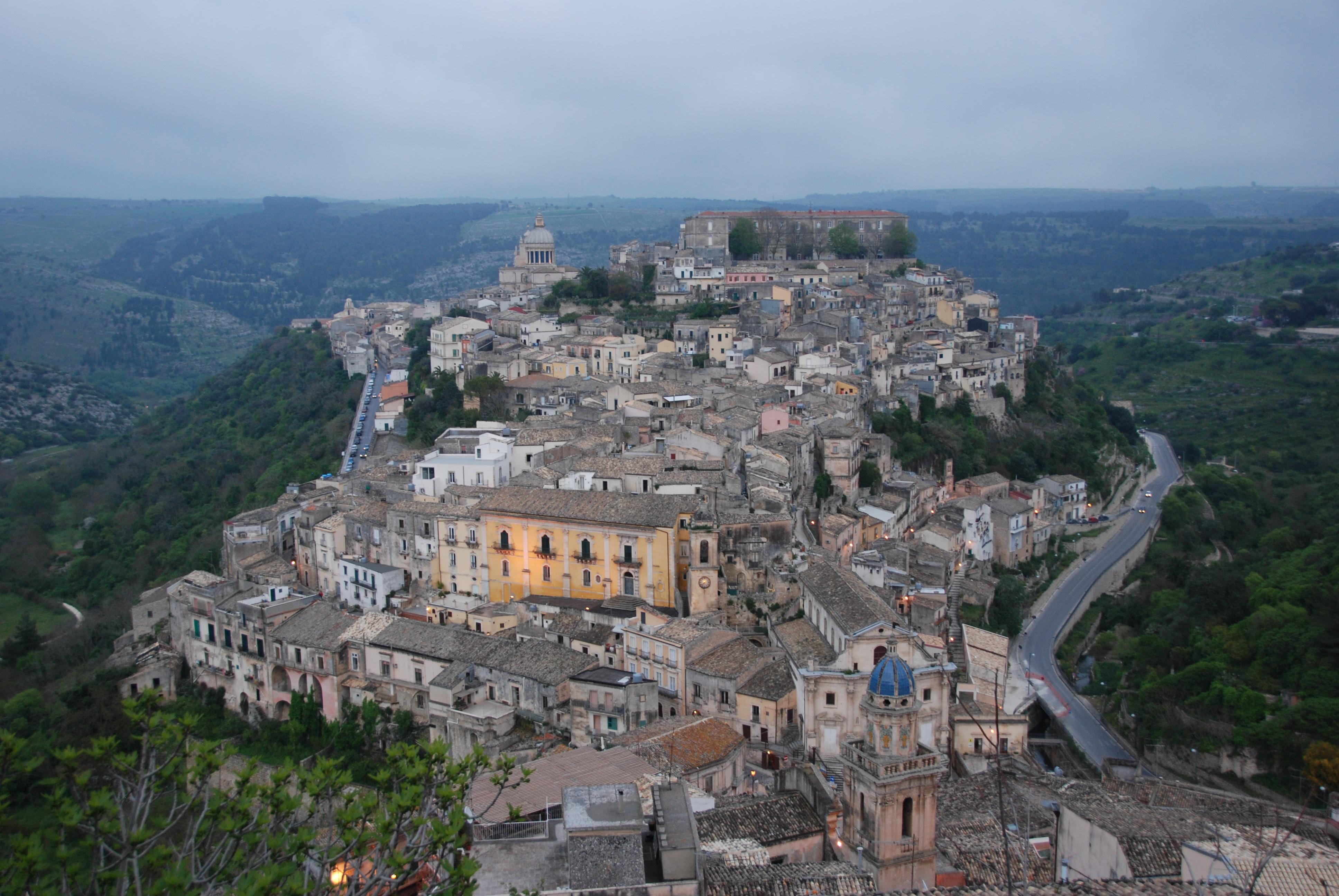
Ragusa Ibla, la parte antica di Ragusa (l'antica colonia di Camarina ricade in parte nella sua area comunale), Cluverio nel '600 identificò le sue rovine sicule con Hybla Heraia

Il motivo che spinse Ippocrate a soggiogare Ergezio e ad attaccare Ibla, dichiarandosi d'un tratto contro l'elemento siculo, andrebbe ricercato nel tentativo, infine risultato vano, di penetrare all'interno del territorio siracusano e nella volontà di annientare uno dei confini geopolitici per i Greci rappresentato da Ibla. A rendere possibile questa visione storica vi è il dato archeologico della zona in cui si ipotizza potesse sorgere l'Ibla che sconfisse Ippocrate: l'altopiano di Ispica-Modica-Ragusa a est dell'Irminio, privo di elemento greco nel VI secolo a.C..

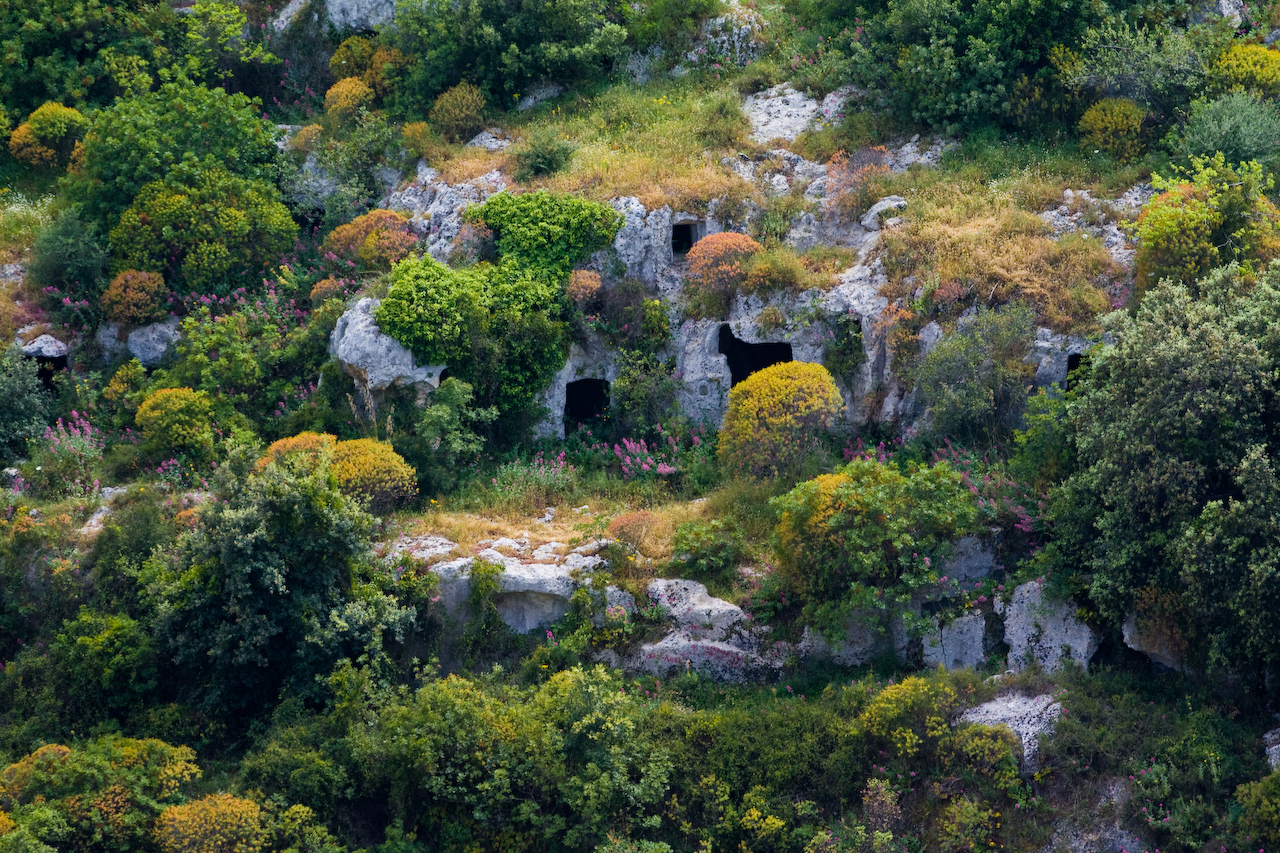
Le tombe di Pantalica, spesso appellata come capitale dei Siculi (probabile Hybla Major)

Tali alture avrebbero potuto rappresentare un caparbio blocco siculo-ibleo contro la crescente egemonia greca. Infatti, nonostante i Siracusani si fossero diretti fin dal principio all'interno delle valli iblee, fondando sulle alture dei monti colonie come Akrai, Casmene e Akrillai e arrestando, si sostiene, l'egemonia di Pantalica (spesso etichettata come capitale dei Siculi o identificata con una delle Ible) comunque «l'infiltrazione greca nella Sicilia orientale non era riuscita a imporsi interamente sul territorio».
(Daniela Sinatra, Camarina: città di frontiera? in Hesperia 9, a cura di Lorenzo Braccesi, 1998, pp. 53-53.)
La studiosa Sinatra osserva che la mediazione politica di Corinto e della Corcira, narrata da Erodoto, per far desistere Ippocrate dall'occupare Siracusa, stranamente non è contemplata nei fatti occorsi né da Tucidide e nemmeno da Filisto, si domanda dunque se in realtà a far retrocedere il tiranno geloo dai suoi propositi potessero essere stati i Siculi, il cui ethnos, ancora forte e ben presente sul territorio, era in grado di tentare una ribellione nei confronti dell'espansione greca (come più avanti accadrà con Ducezio), magari approfittando del fatto che Ippocrate in quel momento fosse impegnato in altre vicende: da qui il repentino voltafaccia del tiranno geloo verso l'elemento indigeno dell'isola. Potendo contare sulla sua nuova postazione strategica, Camarina; ceduta dai Siracusani in cambio della libertà dei propri prigionieri, Ippocrate riuscì a sottomettere la sicula Ergezio, ma fallì una volta giunto a Ibla.

### Tucidide
Tucidide non specifica mai l'esatto numero delle Ible, per cui non si può dire con certezza a quanti e quali luoghi egli si riferisse, sta di fatto che nel suo testo, la guerra del Peloponneso, ricorre diverse volte il toponimo di Ibla.

#### L'Ibla dei Megaresi
(Tucidide, la guerra del Peloponneso, VI 4.)

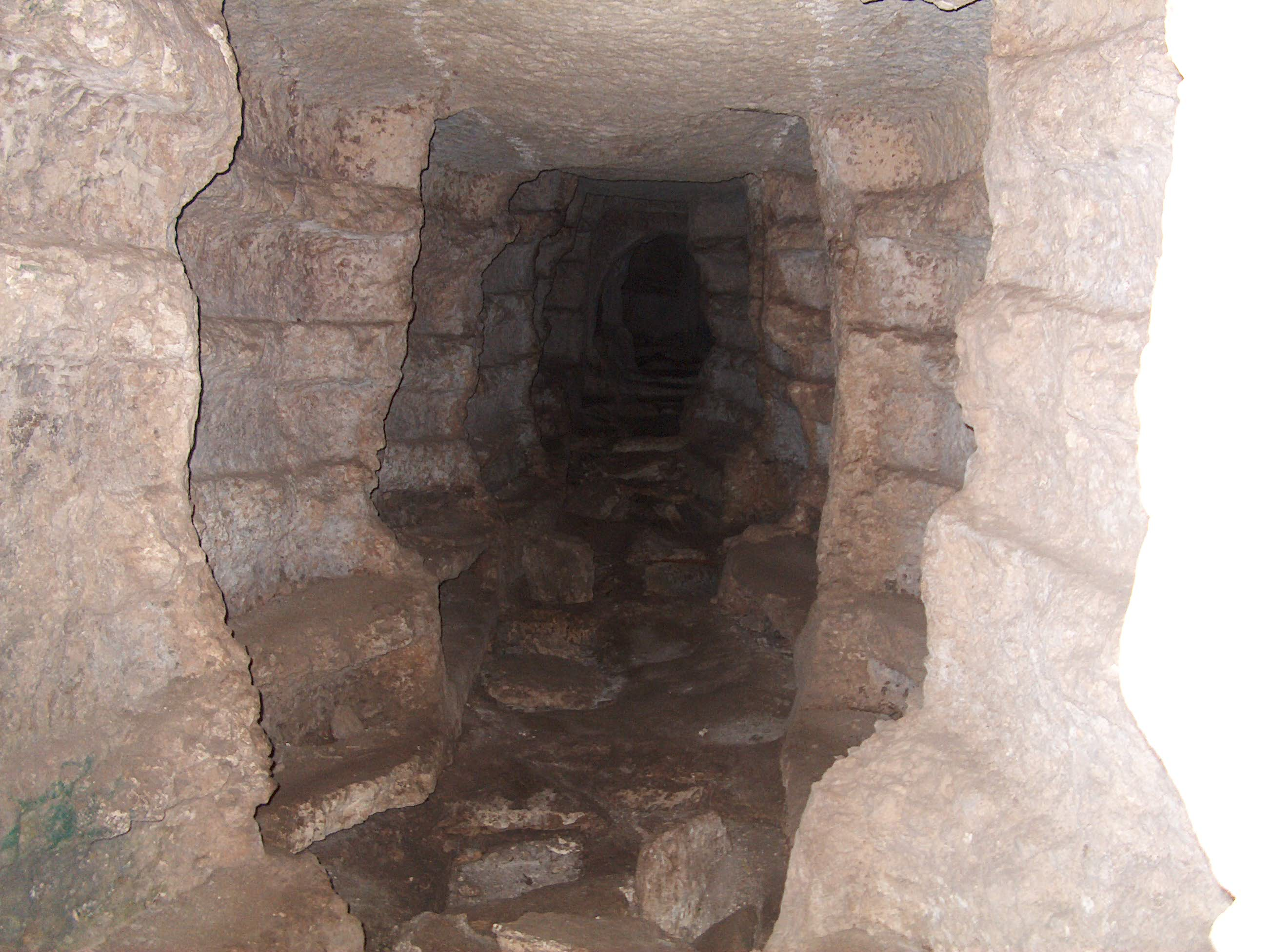
Tomba del Mulinello: Megara Iblea

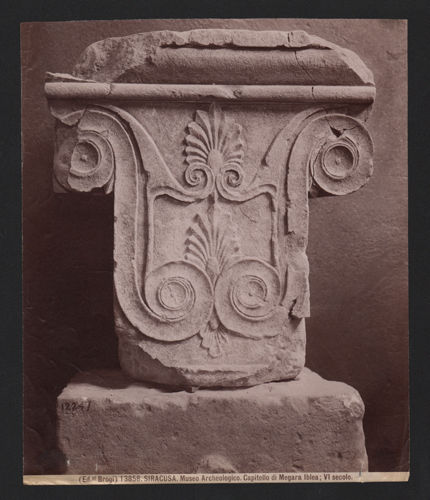
Capitello proveniente da Megara Iblea

La colonia dorica di Megara Iblea rappresenta la più antica menzione di Tucidide sulle Ible; l'unica la cui collocazione possa dirsi certa: ubicata nell'odierno territorio costiero di Augusta. Tuttavia la notizia secondo la quale Megara Iblea si sarebbe così chiamata per perpetuare il nome del re dei Siculi Iblone, si contraddice con quella di Eforo di Cuma e di Strabone, i quali asseriscono che nel posto in cui sorse Megara prima vi era una città denominata Ibla e da essa Megara prese il nome. La presenza del sovrano siculo Iblone con quella di un'antica Ibla nei dintorni potrebbe comunque coesistere: secondo Erodiano Iblone prese il nome da Ibla; città della Sicilia.
Numerosi storici, tra cui il Pareti, sostengono che la sede dell'Iblone tucidideo - se esistette realmente e non nacque piuttosto come leggenda fondativa legata ai Megaresi, dato che questi non avevano un ecista al momento dell'insediamento (Lamis era morto a Tapso) - non poteva trovarsi troppo distante dalla terra che possedeva (Tucidide specifica che il re accompagnò di persona i Megaresi presso il sito costiero); dunque alle spalle di Megara sorgono i monti Climiti, propaggine degli Iblei, i quali dominano il golfo di Augusta, ovvero la sede di Ibla Megara, e la penisola di Tapso, il luogo dal quale provennero i coloni che abitarono l'Ibla. Il territorio maggiore che odiernamente occupa queste alture è Melilli e viste le sue numerose zone archeologiche sono in diversi a sostenere che sia da ricercare qui, in questa zona, l'origine di Iblone e di Ibla. Il nome stesso di Melilli sarebbe un lascito dell'antica Ibla mellifera.
Tucidide torna a menzionare Megara Iblea quando descrive la guerra tra Siracusani e Ateniesi: egli narra che il generale Lamaco voleva fare di Megara la sede della flotta navale dell'esercito ateniese e da lì attaccare di sorpresa Siracusa, data la vicinanza al sito, ma la sua proposta fu respinta dagli altri due generali. Racconta ancora Tucidide che nel 415 a.C. si giunse allo scontro all'interno dell'Iblea, ormai divenuta una fortezza dei Siracusani, e furono questi a trionfare.

#### L'Ibla Geleatide

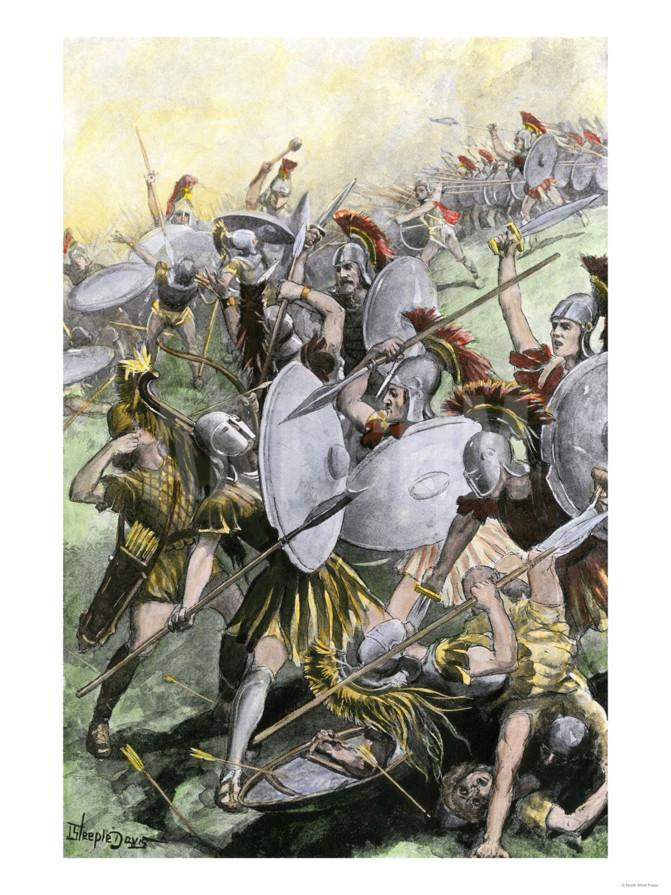
Battaglia tra Ateniesi e Siracusani (illustrazione del XIX secolo): anche Ibla venne attaccata dalle truppe di Atene

In Tucidide si riscontra per la prima volta il toponimo di Ibla Geleatide (Ὕβλα Γελεᾶτις). Lo storico ateniese racconta che sul volgere dell'estate del primo anno di combattimenti in terra siciliana, i generali ateniesi, dopo la partenza di Alcibiade, con metà delle loro forze militari, compresi i Siculi arruolati durante la loro propaganda per l'isola, avevano attaccato Ibla Geleatide; città che si era dichiarata loro nemica, senza però riuscire a conquistarla.
Molte ipotesi sono sorte per cercare di comprendere dove fosse situata questa Geleatide (o Galeote): spesso è stata associata all'Ibla della megaride, per conciliare la fonte di Stefano di Bisanzio, il quale dice che gli Iblei megaresi erano detti Galeoti; dalla stirpe di indovini; termine che ha grande assonanza con il toponimo di Geleatide o Galeate. Potrebbe inoltre esistere un ulteriore collegamento con quanto afferma Pausania: egli dice che la Ibla Gereatide (da molti vista come corruzione del termine Geleatide e quindi identificata con la stessa) era abitata da indovini «esegeti di prodigi e sogni», anche se non dice quale fosse il nome di questa stirpe di sacerdoti, potrebbe trattarsi proprio dei Galeoti.
Altri in tempi moderni, seguendo l'assonanza del nome, hanno associato la Geleatide al territorio di Gela. Fu Tommaso Fazello il primo a desumere che Tucidide si riferisse all'agro gelese: la sua ipotesi però non ha alcuna base storica a supporto, poiché Tucidide non menziona mai Gela in collegamento con Ibla.

#### Inessa e Ibla
La terza volta l'Ateniese si riferisce a una nuova Ibla, priva però di appellativo: egli dice che i soldati di Atene, usciti da Catania, compirono dei saccheggi nelle zone limitrofe e avviarono il loro esercito verso Centuripe; una città dei Siculi sita a nord-ovest della Sicilia che costrinsero a entrare a patti con loro. Lungo questo tragitto incendiarono i raccolti delle città di Inessa e di Ibla: la località di Inessa (luogo in cui furono confinati i Siracusani dopo la cacciata da Aitna ai tempi della guerra contro i Siculi di Ducezio), anch'essa d'incerta localizzazione, è dunque un prezioso indizio.
Tucidide inoltre, nel narrare gli avvenimenti della spedizione ateniese in Sicilia, fa dire al siracusano Atenagora, capo del partito democratico, quando ormai l'assedio alla sua città era prossimo, che i Siracusani potevano contare sull'alleanza di una città che per grandezza era pari alla stessa Siracusa e che era posta sui loro confini; tale misteriosa città, di cui Tucidide non fa rivelare il nome, potrebbe essere una delle Ible.

### Diodoro Siculo
(Diodoro Siculo, Bibliotheca historica, XI, 88, 6.)

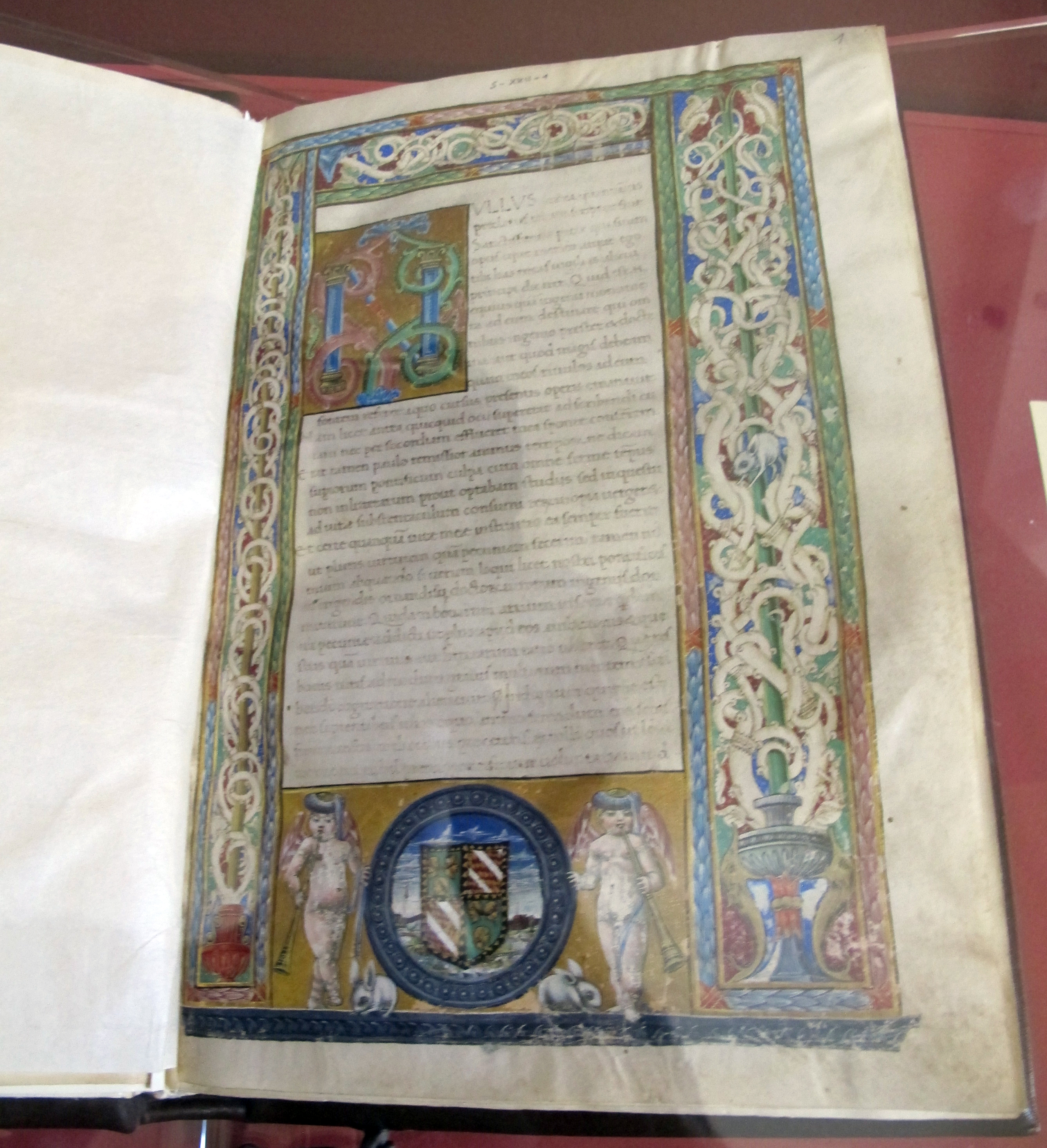
Manoscritto medievale (XV secolo) recante il testo di Diodoro Siculo

Ducezio, nato a Mene e sconfitto a Nea (città contese da Mineo e da Noto), fu un importante personaggio storico del V sec. a.C.; mettendosi a capo di una syntèleia divenne l'ultimo re dei Siculi. Inizialmente alleato del governo siracusano, approfittò della caduta dei Dinomenidi, e del vuoto di potere che si venne a creare, per tentare di riportare l'egemonia dell'isola nuovamente nelle mani dei Siculi.

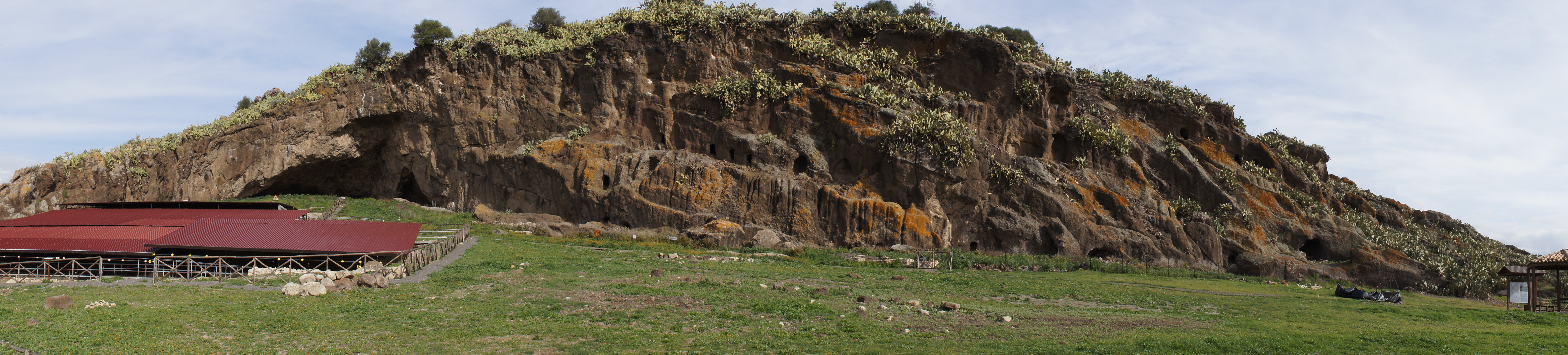
Paliké, la nuova capitale dei Siculi, fondata da Ducezio e distrutta dai Siracusani. Essa sorgeva a ridosso della Valle dei Margi (da cui il fiume Margi, che nasce a Caltagirone), nei pressi di Palagonia, a nord-ovest della Sicilia sud-orientale, spartiacque tra i monti Erei e i monti Iblei

Dopo aver riportato importanti vittorie sui Greci, spaziando dal territorio agrigentino a quello catanese, capitolò infine per mano dei Siracusani a Nea e da questi ottenne la grazia, venendo esiliato a Corinto, per poi fare ritorno in Sicilia nel 444 a.C.

#### L'estraneità di Ibla
La notizia di Ibla - priva di appellativo supplementare - che non volle entrare nella confederazione di Ducezio, e che per questo alcuni studiosi non esitano a definire «fedele alleata di Siracusa», può essere connessa a quell'Ibla che, come informa Tucidide, si dichiarò nemica degli Ateniesi quando questi approdarono in Sicilia, nel 415 a.C., con l'intento bellico di sottomettere l'isola al controllo dell'Attica, dichiarando principalmente guerra all'egemone Siracusa. Lo storico Pareti collega la presunta alleanza Ibla-Siracusa con la politica pro-etnea portata avanti dai tiranni aretusei, identificando il tòpos indigeno in questione con l'Ibla Gereatide; collocandola a nord di Ibla Megara, alle falde dell'Etna. Il Pareti, inoltre, intravede nei passi degli antichi una notevole indipendenza concessa a Ibla Gereatide, almeno fino al tempo di Dionisio I: l'indipendenza di cui godeva potrebbe essere dunque un'altra causa dell'estraneità di Ibla nei confronti di Ducezio e di quelle popolazioni autoctone che invece erano desiderose di maggiore libertà; una condizione che giungerà loro solo nel 405 a.C. con il governo di Dionisio I, quando questi firmò con Cartagine un trattato che accordava l'indipendenza alle città dei Siculi.

#### Diodoro: fiume o monte Ibleo

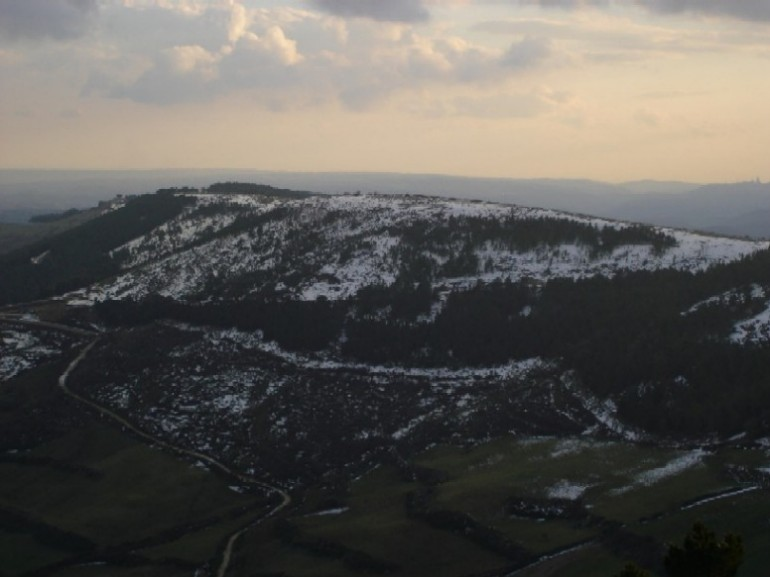
Il monte Lauro, al confine tra il siracusano e il ragusano. È la cima più alta dei monti Iblei dalle cui sorgenti nasce l'Irminio

Diodoro, pur non menzionando un'ulteriore Ibla, informa che presso l'Ibleo, durante la prima metà del III sec. a.C., avvenne lo scontro finale tra le forze di Iceta di Siracusa e le truppe agrigentine di Finzia. I Siracusani ebbero la meglio, frenando una volta per tutte le pretese espansionistiche di Akragas.
Lo storico di Agira non specifica cosa sia esattamente l'Ibleo: alcuni sostengono sia un monte di Ibla, altri, la maggior parte, lo identificano con un torrente, con un fiume. Secondo lo storico Litterio Villari il termine usato da Diodoro è ambiguo e può riferirsi tanto al monte quanto al fiume, poiché egli scrisse alle soglie della Roma imperiale, quando i fatti occorsi erano ormai lontani.
Per il filologo tedesco Julius Schubring si tratta di un monte dell'Heraia: «freddo, sassoso, selvaggio altopiano a ovest di Ragusa» mentre per Adolf Holm il passo diodoreo si riferisce a un fiume, sempre sul territorio dell'attuale Ragusa. Il Villari sostiene invece che si tratti della valle del torrente Braemi (affluente dell'Imera), nei pressi di Piazza Armerina dove egli colloca l'Ibla Geleate. Altri ancora sostengono che l'antico Ibleo vada identificato con il fiume Dirillo o con l'Irminio.

### Pausania
(Pausania, Periegenesi della Grecia, V. Cfr. T. Fazello, Storia di Sicilia, cap. IV, p. 201.)

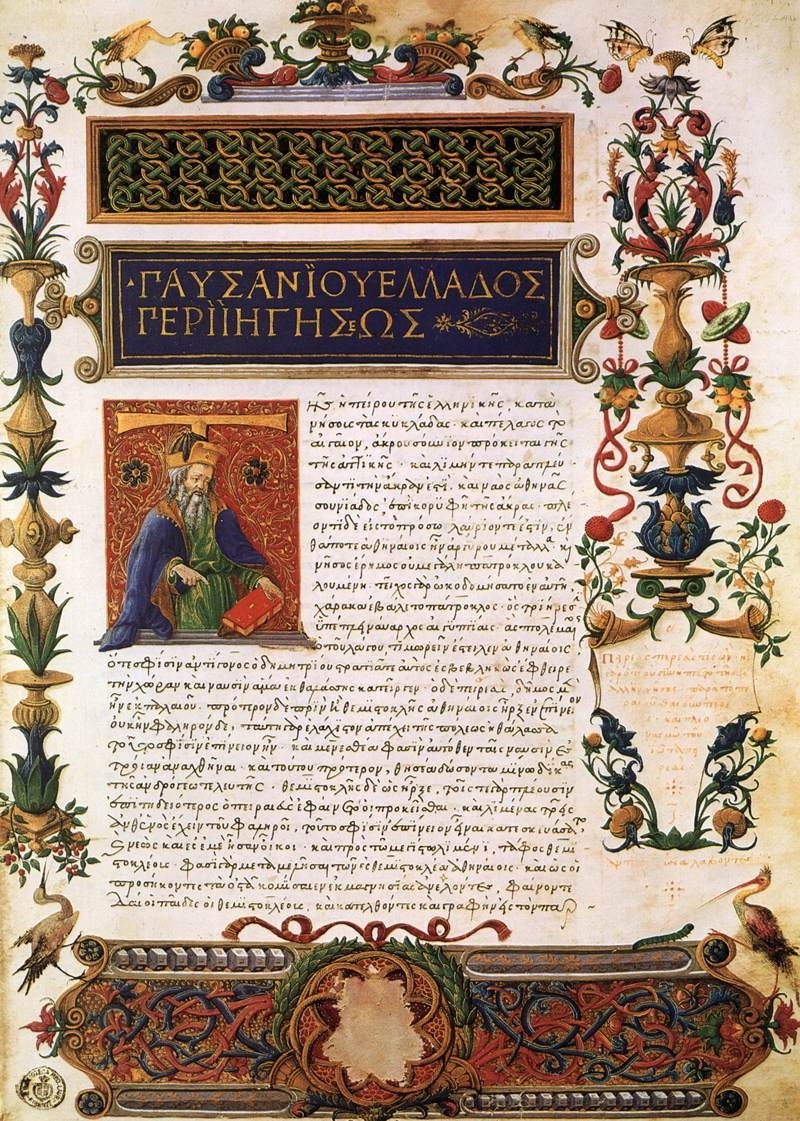
Copertina medievale del testo di Pausania

Pausania rivela solamente due Ible. Egli dice che la Maggiore era ormai in stato di abbandono, mentre la Gereatis, che egli chiama «villaggio dei Catanesi» conservava un tempio dedicato alla dea Ibla, alla quale i Siculi portavano doni. Pausania, citando Filisto, dice che gli abitatori di questa Ibla erano degli indovini: «Filisto figlio di Arcomenide dice che essi sono esegeti di prodigi e sogni e che emergono tra i Barbari di Sicilia per la loro religiosità».
Il Periegeta sostiene che furono proprio i Siculi della Gereatis che portarono a Olimpia la statua donata a Zeus e posta accanto al carro di Gelone: gesto unico tra i Siculi; segnale di una forte ellenizzazione, anche se secondo lo storico Pareti - il quale si rifà a Konrad Ziegler - tale gesto starebbe a indicare solamente la neutralità di Ibla, poiché i piccoli centri indigeni avevano capito da tempo che per il quieto vivere era bene comportarsi amichevolmente con i potenti vicini delle colonie greche. Tuttavia tale tesi, come mostra il Ciaceri, non è condivisa da tutti. Sul significato del nome di Gereatis si è parecchio discusso; secondo il Pareti «Gereatide» sarebbe una distorsione di «Galeatide», mentre secondo il Ciaceri in origine fu Gereatide, ma poi, per compiacere Gela e Gelone mutò il proprio nome in Galeatide - e propone per l'etnonimo Gereatide il significato di «fecondatrice, produttrice» -, per cui Pausania userebbe il nome corretto, mentre Tucidide uno intermedio; anche questa tesi resta controversa.
Forti dubbi persistono sulla localizzazione di queste due Ible menzionate da Pausania; tra l'altro, diversi studiosi sostengono che nonostante Pausania ricordi solo due Ible, ciò non vuol dire che non ve ne fossero altre, anche se egli sembra non conoscerle o ignorarle; secondo Pareti egli semplicemente voleva menzionare le Ible che potevano aver donato la statua a Olimpia.

### Stefano di Bisanzio
Stefano ne elenca esplicitamente tre: La Major, la Minor, la Parva.

### Altre menzioni su Ibla
L'informazione di Eforo di Cuma sarà in seguito presente anche in Strabone, ovvero egli nelle sue Storie dice che i megaresi si insediarono in una città che in precedenza si chiamava Ibla. Si parla dunque dell'origine di Megara Iblea.
La menzione di Plutarco è assimilabile a quella di Tucidide: si parla di una Ibla assalita dagli Ateniesi ma non conquistata, poiché i soldati di Nicia desistettero dal prenderla provocando in questo modo la pungente ilarità dei nemici che seguivano le loro mosse. Plutarco aggiunge a questa Ibla l'aggettivo di «piccola città».
Strabone, come sopracitato, dice che i megaresi abitarono una città chiamata Ibla, posta sulla costa tra Catania e Siracusa e ricolma di corsi d'acqua che andavano a formare dei porti eccellenti. Di essa, ai tempi dello storico di Amasya, rimaneva ancora il nome di Ibla per l'eccellenza del miele prodotto. Sempre Strabone narra che Tauromenio (odierna Taormina) venne fondata da coloni di Zancle (Messina) che abitavano l'Ibla (priva di ulteriore appellativo).

## L'Ibla siciliana nella letteratura latina

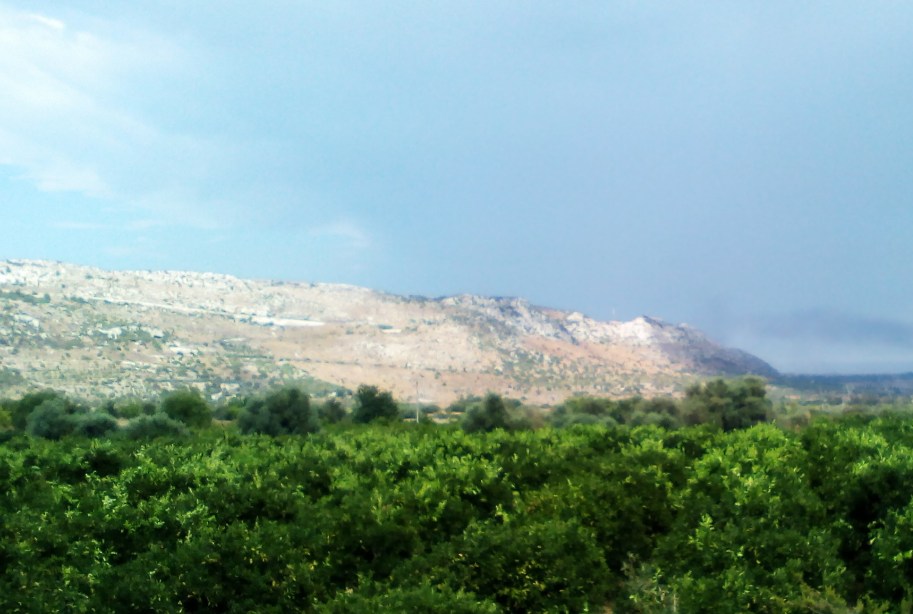
Il monte Climiti: ultima propaggine degli Iblei (la prima vista da Siracusa) con la sua pietra bianca tra Solarino e Melilli; possibilie sede di Ibla

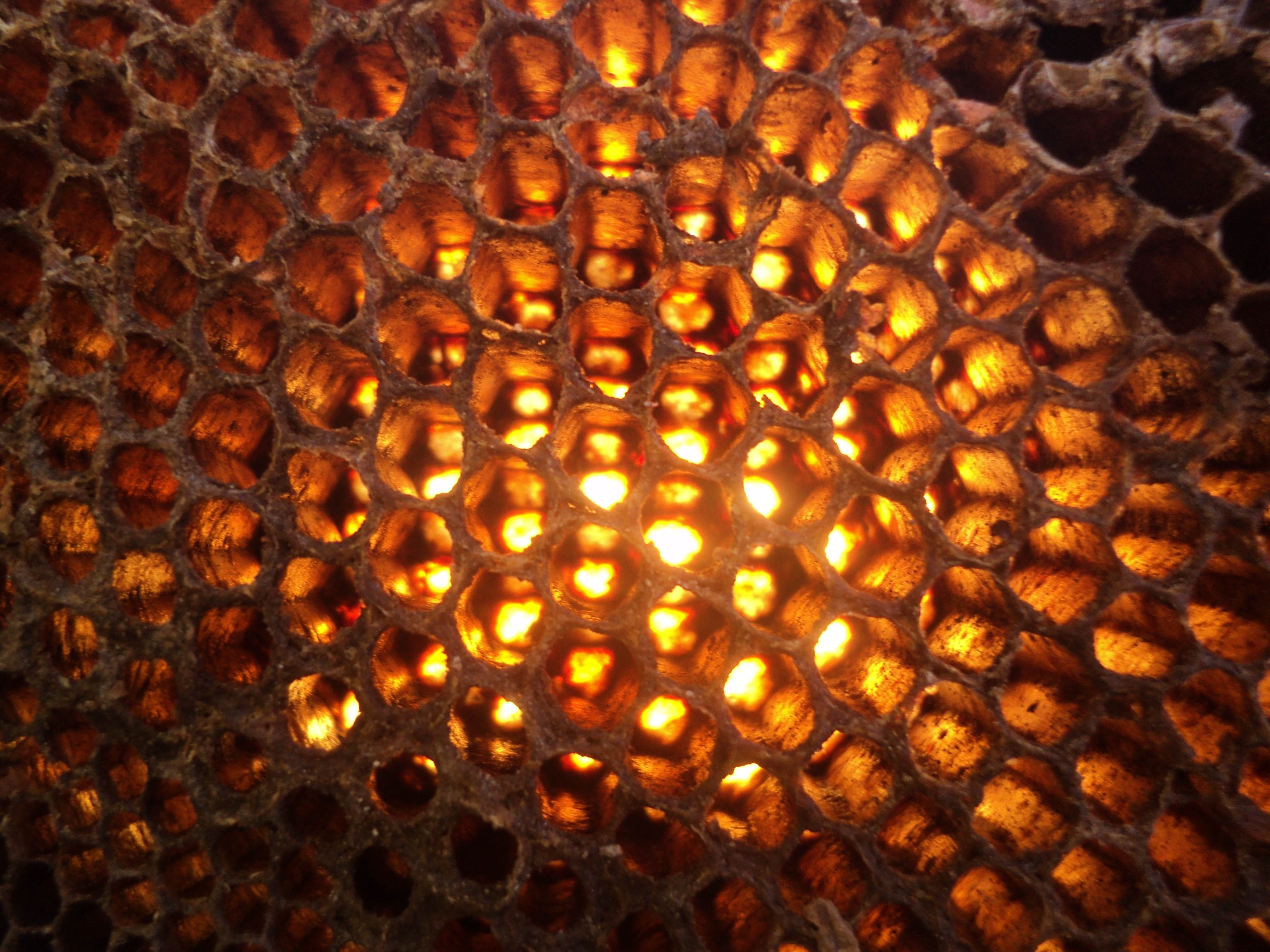
Il miele: il principale elemento che sancisce la notorietà di Ibla

(Claudio Claudiano, La madre dei fiori invoca Zefiro da Il ratto di Proserpina, II.)

## Ibla nella letteratura e nell’arte
Nella sua opera Il mito d’Ibla nella letteratura e nell’arte (la 2ª ediz. riveduta è leggibile in , mentre la 1ª ediz. è leggibile in  e parzialmente in ), Carmelo Ciccia ha riportato 152 occorrenze del termine Ibla e derivati da lui trovate nelle opere di autori greci, latini, italiani e angloamericani. Stando alle sue ricerche e in base alla 2ª ediz. del suo lavoro gli autori sono: 46 nella letteratura greca, 52 in quella latina, 38 in quella italiana e 16 in quella angloamericana; e precisamente:
- Autori greci: Eschilo, Erodoto, Tucidide, Filisto, Eforo, Diodoro Siculo, Strabone, Dioscoride, Plutarco, Pausania, Ateneo, Erodiano, Esichio, Stefano Bizantino, anonimo dell'Appendice all’Antologia Greca;
- Autori latini: Cicerone, Virgilio, Livio, Ovidio, Plinio il Vecchio, Columella, Calpurnio Siculo, Seneca, Lucano, Petronio, Silio Italico, Stazio, Marziale, Pomponio Mela, Sereno Sammonico, Servio Onorato, Claudiano, Simmaco, l’anonimo dei Tetrastici inclusi nell'Antologia Latina, l’anonimo del Pervigilium Veneris incluso nella stessa Antologia e un anonimo dei Carmina Burana;
- Autori italiani: Pier Candido Decembrio, Marsilio Ficino, Ludovico Ariosto, Matteo Bandello, Agnolo Firenzuola, Torquato Tasso, Giambattista Guarini, Giambattista Marino, Anton Giulio Brignole Sale, Carlo de’ Dottori, prevosto Celestino, Giambattista Vico, Pietro Metastasio, Giuseppe Parini, Vincenzo Monti, Ugo Foscolo, Niccolò Tommaseo, Gabriele D’Annunzio, Federico De Roberto, Corrado Govoni, Salvatore Quasimodo;
- Autori angloamericani: William Shakespeare, William Collins, Mary Darby Robinson, Charles Fenno Hoffman, George MacDonald, Joseph R. Ingersoll, William Sharp, Stephen Vincent Benet, William Barclay;

A queste citazioni egli ha aggiunto quelle del toponimo palestinese Ibleam/Bileam (in latino Ieblaam) presenti nella Bibbia, e precisamente nei libri di Giosuè, Giudici, II Re, I Cronache.
Una nota particolare poi merita la presenza d’Ibla nell’arte, non tanto perché le origini d’Ibla Gereatide e il culto della dea Ibla sono ora effigiati in uno dei mosaici di piazza della Regione a Paternò, città da molti ritenuta l'antica Hybla Geleatis, Gereatis o Maior. Invece si deve tenere in gran conto che, poiché l'anonimo autore del Pervigilium Veneris, poemetto databile fra i secoli I e IV d. C., ai versi 49-52 invita Ibla a versare tutti i fiori prodotti dall'anno e a indossare una veste di fiori grande quanto la piana etnea, sulla base d'un attento confronto, lo stesso Ciccia, che ha tradotto tale poemetto, ha dimostrato che la Primavera di Sandro Botticelli altro non è se non l'Ibla di questi versi: infatti la figura del famoso dipinto è inghirlandata e vestita di fiori, e versa fiori per terra, proprio come nel Pervigilium.